# إسبوزيبوس
إسبوزيبوس (393 - 339 ق. م) هو فيلسوف يوناني، وابن اخت أفلاطون.